# 그레고리오 블라스코
그레고리오 블라스코 산체스(스페인어: Gregorio Blasco Sánchez; 1909년 6월 10일, 바스크 지방 문다카 ~ 1983년 1월 31일, 멕시코 시)는 줄여서 고요 블라스코(스페인어: Goyo Blasco)로도 알려진 스페인의 전 축구 선수로, 현역 시절 골키퍼로 활약하였다.

## 사생활
블라스코는 바스크 지방 문다카 출신으로, 블라스코는 1943년에 멕시코로 이민하여 마리아 빅토리아 곤살레스와 결혼해 슬하에 그레고리오, 호세 마리아, 그리고 빅토리아 3명의 자식을 두었다.

## 경력
블라스코는 1926년 아세로 데 올라베아가에 합류하면서 현역 생활을 시작하였다. 2년 후, 그는 아틀레틱 빌바오로 이적하여 스완지 시티와의 친선경기에서 신고식을 치렀다. 그는 아틀레틱 빌바오에서 활약하면서 3차례 트로페오 리카르도 사모라의 주인공이 되었고, 스페인 국가대표팀 경기에 5경기 출전하기도 하였다. 그는 1936년에 스페인 내전이 터지기 전까지 아틀레틱 빌바오 선수로 활동하였는데, 내전이 발발하면서 스페인의 모든 대회는 중단되었다. 1937년, 내전이 진행되는 도중에, 그는 바스크 국가대표팀에 차출되어 내전의 피난민들을 위한 기금을 마련하기 위해 해외로 나갔었다. 1938년, 이 선수단은 멕시코 리그에 에우스카디 구단으로 등록되었다. 이 선수단은 1시즌 만에 해체되었고, 블라스코는 레알 클루브 에스파냐로 이적하였다. 1941년, 그는 아르헨티나의 리버 플레이트에서 활동하였고, 1년 뒤 멕시코로 돌아가 클루브 에스파뇰에 재합류했다. 그는 이 곳에서 1947년까지 활동하다가 라이벌 구단 아틀란테의 선수가 되었다. 그는 처음으로 장갑을 낀 골키퍼들 중 한 명이기도 하였다. 축구 외에 그는 건설 자재를 판매하는 사업을 하기도 했다.